# Borussia Verein für Leibesübungen 1900 Mönchengladbach 1988-1989
Questa voce raccoglie le informazioni riguardanti il Borussia Verein für Leibesübungen 1900 Mönchengladbach nelle competizioni ufficiali della stagione 1988-1989.

## Stagione
Nella stagione 1988-1989 il Borussia Mönchengladbach, allenato da Wolf Werner, concluse il campionato di Bundesliga al 6º posto. In Coppa di Germania il Borussia Mönchengladbach fu eliminato al primo turno dallo Schalke 04. Il capocannoniere della squadra fu Hans-Jörg Criens con 13 gol.

## Rosa
| N. |                           | Ruolo | Calciatore            |
| -- | ------------------------- | ----- | --------------------- |
|    | Germania Ovest (bandiera) | P     | Uwe Kamps             |
|    | Germania Ovest (bandiera) | C     | Karlheinz Pflipsen    |
|    | Germania Ovest (bandiera) | C     | Christian Hochstätter |
|    | Germania Ovest (bandiera) | P     | Uwe Brunn             |
|    | Germania Ovest (bandiera) | P     | Roger Steiner         |
|    | Germania Ovest (bandiera) | D     | Hans-Günter Bruns     |
|    | Germania Ovest (bandiera) | D     | Hans-Georg Dreßen     |
|    | Germania Ovest (bandiera) | D     | Thomas Eichin         |
|    | Germania Ovest (bandiera) | D     | Michael Frontzeck     |
|    | Norvegia (bandiera)       | D     | Kai-Erik Herlovsen    |
|    | Germania Ovest (bandiera) | D     | Thomas Huschbeck      |
|    | Austria (bandiera)        | D     | Bernd Krauss          |
|    | Germania Ovest (bandiera) | D     | Manfred Stefes        |

| N. |                           | Ruolo | Calciatore       |
| -- | ------------------------- | ----- | ---------------- |
|    | Rep. Ceca (bandiera)      | D     | František Straka |
|    | Germania Ovest (bandiera) | C     | Stefan Effenberg |
|    | Germania Ovest (bandiera) | C     | Guido Kopp       |
|    | Germania Ovest (bandiera) | C     | Jörg Kretzschmar |
|    | Germania Ovest (bandiera) | C     | Jürgen Lange     |
|    | Germania Ovest (bandiera) | C     | Jörg Neun        |
|    | Norvegia (bandiera)       | C     | Kjetil Rekdal    |
|    | Germania Ovest (bandiera) | C     | André Winkhold   |
|    | Germania Ovest (bandiera) | C     | Thomas Winter    |
|    | Germania Ovest (bandiera) | A     | Christoph Budde  |
|    | Germania Ovest (bandiera) | A     | Hans-Jörg Criens |
|    | Norvegia (bandiera)       | A     | Gøran Sørloth    |
|    | Germania Ovest (bandiera) | A     | Günter Thiele    |

## Calciomercato

### Sessione estiva
| Acquisti | Acquisti         | Acquisti     | Acquisti |
| R.       | Nome             | da           | Modalità |
| -------- | ---------------- | ------------ | -------- |
| P        | Uwe Brunn        | Colonia      |          |
| C        | Jörg Kretzschmar | Wolfsburg    |          |
| C        | Kjetil Rekdal    | Molde        |          |
| A        | Gøran Sørloth    | Rosenborg    |          |
| D        | František Straka | Sparta Praga |          |
| C        | Thomas Winter    | Reutlingen   |          |

| Cessioni | Cessioni       | Cessioni              | Cessioni |
| R.       | Nome           | a                     | Modalità |
| -------- | -------------- | --------------------- | -------- |
| A        | Uwe Rahn       | Colonia               |          |
| A        | Erik Willaarts | Utrecht               |          |
| C        | Dirk Bakalorz  | Eintracht Francoforte |          |
| C        | Guido Hoffmann | Homburg               |          |
| D        | Thomas Krisp   | Türk SV München       |          |

## Risultati

### Bundesliga

#### Girone di andata
| Arbitro: | Fux |

|                                                    |           |            |
| Hochstätter 45’ Dreßen 50’ Winkhold 66’ Krauss 90’ | Marcatori | 26’ Schulz |

| Arbitro: | Föckler |

|                                   |           |            |
| Waas 10’ Schreier 31’ Leśniak 69’ | Marcatori | 61’ Criens |

| Arbitro: | Heitmann |

|                                               |           |               |
| Freiler 13’, 45’ Bockenfeld 68’ Siebrecht 82’ | Marcatori | 57’ Effenberg |

| Arbitro: | Tritschler |

|                                             |           |                 |
| Hochstätter 21’ Criens 53’, 61’, 88’ (rig.) | Marcatori | 75’ Burgsmüller |

| Dortmund 27 agosto 1988, ore 15:30 CEST 5ª giornata | Borussia Dortmund | 0 – 0 referto | Borussia M'gladbach | Westfalenstadion (40 253 spett.)\| Arbitro: \| Neuner \| |
| Arbitro:                                            | Neuner            |               |                     |                                                          |

| Arbitro: | Brehm |

|                               |           |  |
| Frontzeck 44’ Hochstätter 89’ | Marcatori |  |

| Arbitro: | Matheis |

|                                  |           |  |
| Wegmann 16’, 74’ Augenthaler 19’ | Marcatori |  |

| Arbitro: | Osmers |

|           |           |           |
| Thiele 2’ | Marcatori | 76’ Igler |

| Arbitro: | Amerell |

|            |           |           |
| Gronau 58’ | Marcatori | 1’ Criens |

| Arbitro: | Scheuerer |

|            |           |  |
| Criens 39’ | Marcatori |  |

| Krefeld 22 ottobre 1988, ore 15:30 CET 11ª giornata | Bayer Uerdingen | 0 – 0 referto | Borussia M'gladbach | Grotenburg Stadion (23 000 spett.)\| Arbitro: \| Schmidhuber \| |
| Arbitro:                                            | Schmidhuber     |               |                     |                                                                 |

| Arbitro: | Föckler |

|               |           |             |
| Effenberg 42’ | Marcatori | 81’ Stenzel |

| Arbitro: | Boos |

|                    |           |                            |
| Leifeld 21’ (rig.) | Marcatori | 22’ Criens 49’ Hochstätter |

| Arbitro: | Theobald |

|                     |           |          |
| Criens 4’ Budde 82’ | Marcatori | 45’ Binz |

| Arbitro: | Wiesel |

|                          |           |                       |
| Hermann 7’ Pilipović 21’ | Marcatori | 24’ Criens 90’ Thiele |

| Arbitro: | Harder |

|                             |           |                            |
| Bruns 45’ Dreßen 55’ (rig.) | Marcatori | 66’ Klinsmann 83’ Allgöwer |

| Arbitro: | Dellwing |

|          |           |                          |
| Bein 33’ | Marcatori | 16’ Effenberg 48’ Krauss |

#### Girone di ritorno
| Kaiserslautern 18 febbraio 1989, ore 15:30 CET 18ª giornata | Kaiserslautern | 0 – 0 referto | Borussia M'gladbach | Fritz-Walter-Stadion (24 460 spett.)\| Arbitro: \| Zimmermann \| |
| Arbitro:                                                    | Zimmermann     |               |                     |                                                                  |

| Arbitro: | Amerell |

|                           |           |  |
| Hochstätter 26’ Budde 47’ | Marcatori |  |

| Arbitro: | Dellwing |

|            |           |                |
| Criens 11’ | Marcatori | 55’ Dickgießer |

| Arbitro: | Wittke |

|                            |           |  |
| Burgsmüller 34’ Riedle 35’ | Marcatori |  |

| Arbitro: | Schmidhuber |

|           |           |            |
| Bruns 80’ | Marcatori | 64’ Möller |

| Arbitro: | Strigel |

|  |           |            |
|  | Marcatori | 28’ Criens |

| Arbitro: | Wiesel |

|                          |           |             |
| Neun 42’ Hochstätter 69’ | Marcatori | 25’ Ekström |

| Arbitro: | Harder |

|                           |           |  |
| Schüler 43’, 86’ Wolf 83’ | Marcatori |  |

| Arbitro: | Matheis |

|                 |           |                      |
| Criens 25’, 55’ | Marcatori | 20’ Golke 65’ Wenzel |

| Arbitro: | Umbach |

|                                    |           |           |
| Littbarski 32’ Götz 42’ Häßler 45’ | Marcatori | 53’ Bruns |

| Arbitro: | Neuner |

|                                       |           |  |
| Winter 14’ Straka 62’ Hochstätter 63’ | Marcatori |  |

| Norimberga 13 maggio 1989, ore 15:30 CEST 29ª giornata | Norimberga | 0 – 0 referto | Borussia M'gladbach | Städtisches Stadion (20 500 spett.)\| Arbitro: \| Osmers \| |
| Arbitro:                                               | Osmers     |               |                     |                                                             |

| Arbitro: | Steinborn |

|                     |           |  |
| Bruns 4’ Winter 32’ | Marcatori |  |

| Arbitro: | Schmidhuber |

|              |           |           |
| Eckstein 65’ | Marcatori | 58’ Bruns |

| Arbitro: | Föckler |

|                 |           |          |
| Hochstätter 80’ | Marcatori | 7’ Spies |

| Arbitro: | Dellwing |

|                            |           |          |
| Klinsmann 33’ Allgöwer 74’ | Marcatori | 3’ Bruns |

| Arbitro: | Tritschler |

|  |           |                                            |
|  | Marcatori | 71’ Bein 82’ Bierhoff 84’ Furtok 89’ Spörl |

### Coppa di Germania
| Arbitro: | Wiesel |

|             |           |            |
| Wassmer 23’ | Marcatori | 42’ Criens |

| Arbitro: | Umbach |

|                   |           |                              |
| Criens 79’ (rig.) | Marcatori | 66’ Anderbrügge 76’ Luginger |

## Statistiche

### Statistiche di squadra
| Competizione      | Punti | In casa | In casa | In casa | In casa | In casa | In casa | In trasferta | In trasferta | In trasferta | In trasferta | In trasferta | In trasferta | Totale | Totale | Totale | Totale | Totale | Totale | DR |
| Competizione      | Punti | G       | V       | N       | P       | Gf      | Gs      | G            | V            | N            | P            | Gf           | Gs           | G      | V      | N      | P      | Gf     | Gs     | DR |
| ----------------- | ----- | ------- | ------- | ------- | ------- | ------- | ------- | ------------ | ------------ | ------------ | ------------ | ------------ | ------------ | ------ | ------ | ------ | ------ | ------ | ------ | -- |
| Bundesliga        | 38    | 17      | 9       | 7       | 1       | 31      | 17      | 17           | 3            | 7            | 7            | 13           | 26           | 34     | 12     | 14     | 8      | 44     | 43     | +1 |
| Coppa di Germania | -     | 1       | 0       | 0       | 1       | 1       | 2       | 1            | 0            | 1            | 0            | 1            | 1            | 2      | 0      | 1      | 1      | 2      | 3      | -1 |
| Totale            | 38    | 18      | 9       | 7       | 2       | 32      | 19      | 18           | 3            | 8            | 7            | 14           | 27           | 36     | 12     | 15     | 9      | 46     | 46     | 0  |

### Andamento in campionato
| Giornata  | 1 | 2 | 3  | 4 | 5  | 6 | 7 | 8  | 9 | 10 | 11 | 12 | 13 | 14 | 15 | 16 | 17 | 18 | 19 | 20 | 21 | 22 | 23 | 24 | 25 | 26 | 27 | 28 | 29 | 30 | 31 | 32 | 33 | 34 |
| --------- | - | - | -- | - | -- | - | - | -- | - | -- | -- | -- | -- | -- | -- | -- | -- | -- | -- | -- | -- | -- | -- | -- | -- | -- | -- | -- | -- | -- | -- | -- | -- | -- |
| Luogo     | C | T | T  | C | T  | C | T | C  | T | C  | T  | C  | T  | C  | T  | C  | T  | T  | C  | C  | T  | C  | T  | C  | T  | C  | T  | C  | T  | C  | T  | C  | T  | C  |
| Risultato | V | P | P  | V | N  | V | P | N  | N | V  | N  | N  | V  | V  | N  | N  | V  | N  | V  | N  | P  | N  | V  | V  | P  | N  | P  | V  | N  | V  | N  | N  | P  | P  |
| Posizione | 1 | 8 | 13 | 9 | 10 | 6 | 8 | 10 | 9 | 7  | 10 | 10 | 7  | 6  | 6  | 6  | 5  | 5  | 4  | 5  | 5  | 5  | 5  | 4  | 5  | 5  | 5  | 5  | 6  | 5  | 5  | 5  | 6  | 6  |

Legenda:

Luogo: C = Casa; T = Trasferta. Risultato: V = Vittoria; N = Pareggio; P = Sconfitta.

### Statistiche dei giocatori
| Giocatore      | Bundesliga | Bundesliga | Bundesliga  | Bundesliga | Coppa di Germania | Coppa di Germania | Coppa di Germania | Coppa di Germania | Totale   | Totale | Totale      | Totale     |
| Giocatore      | Presenze   | Reti       | Ammonizioni | Espulsioni | Presenze          | Reti              | Ammonizioni       | Espulsioni        | Presenze | Reti   | Ammonizioni | Espulsioni |
| -------------- | ---------- | ---------- | ----------- | ---------- | ----------------- | ----------------- | ----------------- | ----------------- | -------- | ------ | ----------- | ---------- |
| U. Brunn       | 0          | 0          | 0           | 0          | 0                 | 0                 | 0                 | 0                 | 0        | 0      | 0           | 0          |
| H. Bruns       | 32         | 6          | 5           | 0          | 2                 | 0                 | 0                 | 0                 | 34       | 6      | 5           | 0          |
| C. Budde       | 6          | 2          | 0           | 0          | 1                 | 0                 | 0                 | 0                 | 7        | 2      | 0           | 0          |
| H. Criens      | 32         | 13         | 0           | 0          | 2                 | 2                 | 0                 | 0                 | 34       | 15     | 0           | 0          |
| H. Dreßen      | 21         | 2          | 5           | 0          | 1                 | 0                 | 0                 | 0                 | 22       | 2      | 5           | 0          |
| S. Effenberg   | 29         | 3          | 8           | 1          | 2                 | 0                 | 1                 | 0                 | 31       | 3      | 9           | 1          |
| T. Eichin      | 25         | 0          | 4           | 0          | 1                 | 0                 | 1                 | 0                 | 26       | 0      | 5           | 0          |
| M. Frontzeck   | 31         | 1          | 9           | 0          | 2                 | 0                 | 1                 | 0                 | 33       | 1      | 10          | 0          |
| K. Herlovsen   | 7          | 0          | 1           | 0          | 0                 | 0                 | 0                 | 0                 | 7        | 0      | 1           | 0          |
| C. Hochstätter | 31         | 8          | 3           | 0          | 2                 | 0                 | 0                 | 0                 | 33       | 8      | 3           | 0          |
| T. Huschbeck   | 5          | 0          | 1           | 0          | 0                 | 0                 | 0                 | 0                 | 5        | 0      | 1           | 0          |
| U. Kamps       | 34         | 0          | 0           | 0          | 2                 | 0                 | 0                 | 0                 | 36       | 0      | 0           | 0          |
| G. Kopp        | 2          | 0          | 0           | 0          | 0                 | 0                 | 0                 | 0                 | 2        | 0      | 0           | 0          |
| B. Krauss      | 27         | 2          | 5           | 1          | 2                 | 0                 | 1                 | 0                 | 29       | 2      | 6           | 1          |
| J. Kretzschmar | 8          | 0          | 0           | 0          | 1                 | 0                 | 0                 | 0                 | 9        | 0      | 0           | 0          |
| J. Lange       | 14         | 0          | 1           | 0          | 1                 | 0                 | 0                 | 0                 | 15       | 0      | 1           | 0          |
| J. Neun        | 18         | 1          | 2           | 1          | 0                 | 0                 | 0                 | 0                 | 18       | 1      | 2           | 1          |
| K. Pflipsen    | 0          | 0          | 0           | 0          | 1                 | 0                 | 0                 | 0                 | 1        | 0      | 0           | 0          |
| U. Rahn        | 10         | 0          | 1           | 0          | 1                 | 0                 | 0                 | 0                 | 11       | 0      | 1           | 0          |
| K. Rekdal      | 7          | 0          | 0           | 0          | 0                 | 0                 | 0                 | 0                 | 7        | 0      | 0           | 0          |
| M. Stefes      | 6          | 0          | 2           | 0          | 0                 | 0                 | 0                 | 0                 | 6        | 0      | 2           | 0          |
| R. Steiner     | 0          | 0          | 0           | 0          | 0                 | 0                 | 0                 | 0                 | 0        | 0      | 0           | 0          |
| F. Straka      | 30         | 1          | 7           | 0          | 1                 | 0                 | 0                 | 0                 | 31       | 1      | 7           | 0          |
| G. Sørloth     | 5          | 0          | 0           | 0          | 0                 | 0                 | 0                 | 0                 | 5        | 0      | 0           | 0          |
| G. Thiele      | 13         | 2          | 1           | 0          | 0                 | 0                 | 0                 | 0                 | 13       | 2      | 1           | 0          |
| E. Willaarts   | 1          | 0          | 0           | 0          | 2                 | 0                 | 0                 | 0                 | 3        | 0      | 0           | 0          |
| A. Winkhold    | 29         | 1          | 4           | 0          | 2                 | 0                 | 2                 | 0                 | 31       | 1      | 6           | 0          |
| T. Winter      | 14         | 2          | 1           | 0          | 0                 | 0                 | 0                 | 0                 | 14       | 2      | 1           | 0          |